# 민주주의
민주주의(民主主義, 그리스어: δημοκρατία dēmokratía[*], 영어: Democracy)는 국가의 주권이 국민에게 있으며, 국민이 권력을 가지고 그 권력을 스스로 행사하는 제도이자 정치사상이다.
민주주의 하에서는 의사 결정 시 시민권이 있는 대다수에게 개방된 선거와 국민투표 등을 이용하여 구성원 전체의 의사를 반영하고 실현한다. 간단히 말해, '국민이 주권을 행사하는 이념과 체제'이다. 의외로 유럽이 아닌 곳에서도 다수가 주권을 행사하는 이념과 체제가 있었으나, 결국 국왕과 귀족에게 밀려났다. 민주정은 그리스에서 기원하여, 로마에서 발전한 공화주의의 영향을 받았다. 모리치오 비롤리처럼 공화주의가 민주주의의 아버지라고 주장하는 사람도 있다.

## 민주주의의 조건
오늘날 민주주의의 내용은 복잡하고 다의성을 띠지만, 민주주의 국가가 되려면 최소한 '국민의 기본권 존중'과 '권력의 전제화를 억제할 여러 중요한 정치제도 확립'이 충족되어야 한다. 이 조건 두 개가 충족되지 못한 국가는 어떠한 뜻에서도 민주주의 국가가 아니다. 근대 민주주의의 역사는 이 두 가지 조건을 확립하고 발전시킨 것이다.
그렇다면 국민의 기본권이 무엇인지가 의문으로 떠오른다. 정치과학자 레리 다이아몬드 (Larry Diamond)는  민주주의 사회의 기본권에 대해서 다음과 같이 설명했다.
1. 선택권: 자유롭고 공정한 선거를 통해 정부를 선택하고 교체할 수 있는 정치 제도에 국민들이 참여할 수 있다.
2. 참정권: 정치 및 시민 생활에 국민들이 적극적으로 참여할 수 있다.
3. 인권: 모든 국민의 인권이 보장된다.
4. 평등권: 모든 국민에게 법률 및 절차가 동등하게 적용되는 법치 사회가 보장되어야 한다.

민주주의는 다양한 의사 결정 방법을 사용할 수 있지만 다수결이 지배적인 형태이다. 개인이나 집단의 권리에 대한 법적 보호와 같은 보상이 없다면 정치적 소수자는 다수의 횡포에 의해 억압 받을 수 있다. 다수결은 합의 민주주의와 대조되는 경쟁적 접근 방식을 수반하며, 선거와 일반적으로 심의가 실질적이고 절차적으로 공정해야 한다는 필요성을 만들어낸다. 즉, 정의롭고 공평해야 한다. 일부 국가에서는 정치적 표현의 자유 및 언론의 자유가 유권자가 충분한 정보를 얻고 자신의 이익과 신념에 따라 투표할 수 있도록 하는 데 중요하다고 여겨진다.
또한 민주주의의 기본적 특징은 모든 유권자가 사회 생활에 자유롭고 완전하게 참여할 수 있는 능력이라고 제안 되었다. 사회 계약 개념과 모든 유권자의 집단적 의지에 중점을 둔 민주주의는 모든 자격을 갖춘 시민이 입법에서 동등한 발언권을 갖는 정부 형태로 정의되기 때문에 정치적 집단주의의 한 형태로 특징 지어질 수도 있다.
고전적으로 '공화국'이라는 용어는 민주정과 귀족정을 모두 포함했다. 현대적 의미에서 공화정 정부는 군주가 없는 정부 형태이다. 이 때문에 민주주의는 공화국이거나 영국과 같은 입헌 군주제가 될 수 있다.

## 역사

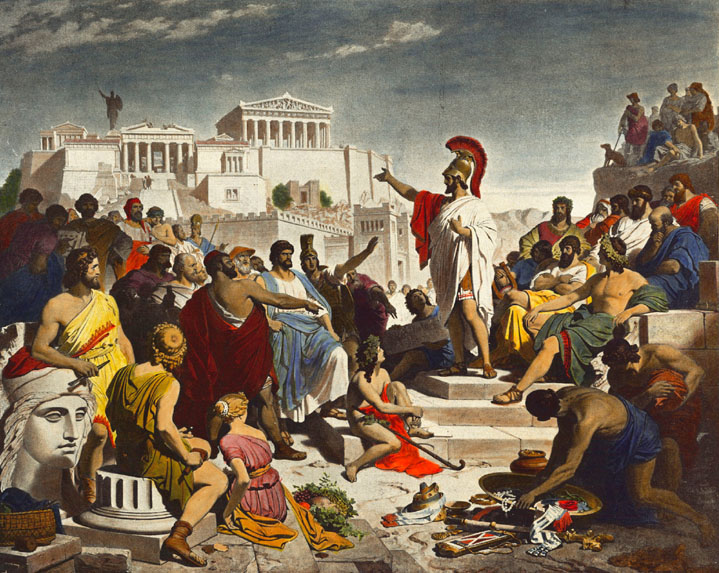
아테네 정치인 페리클레스가 의회 앞에서 유명한 장례 연설을 하는 모습을 묘사한 필립 폴츠의 그림

민주 의회는 인류 역사만큼이나 오래되었으며 인류 역사 전반에 걸쳐 존재해 왔으나, 19세기까지만 해도 주요 정치인들은 민주주의에 크게 반대했다. 공화주의 이론가들은 민주주의를 작은 규모와 연관시켰는데, 특히 정치 단위의 규모가 커질수록 정부가 전제 정치로 전락할 가능성이 커지며, 정복에 취약하다고 주장하였다. 프랑스의 정치사상가 몽테스키외는 "공화국이 작으면 외세에 의해 파괴되고, 공화국이 크면 내부의 불완전함으로 파멸된다"고 말하였다.

### 기원

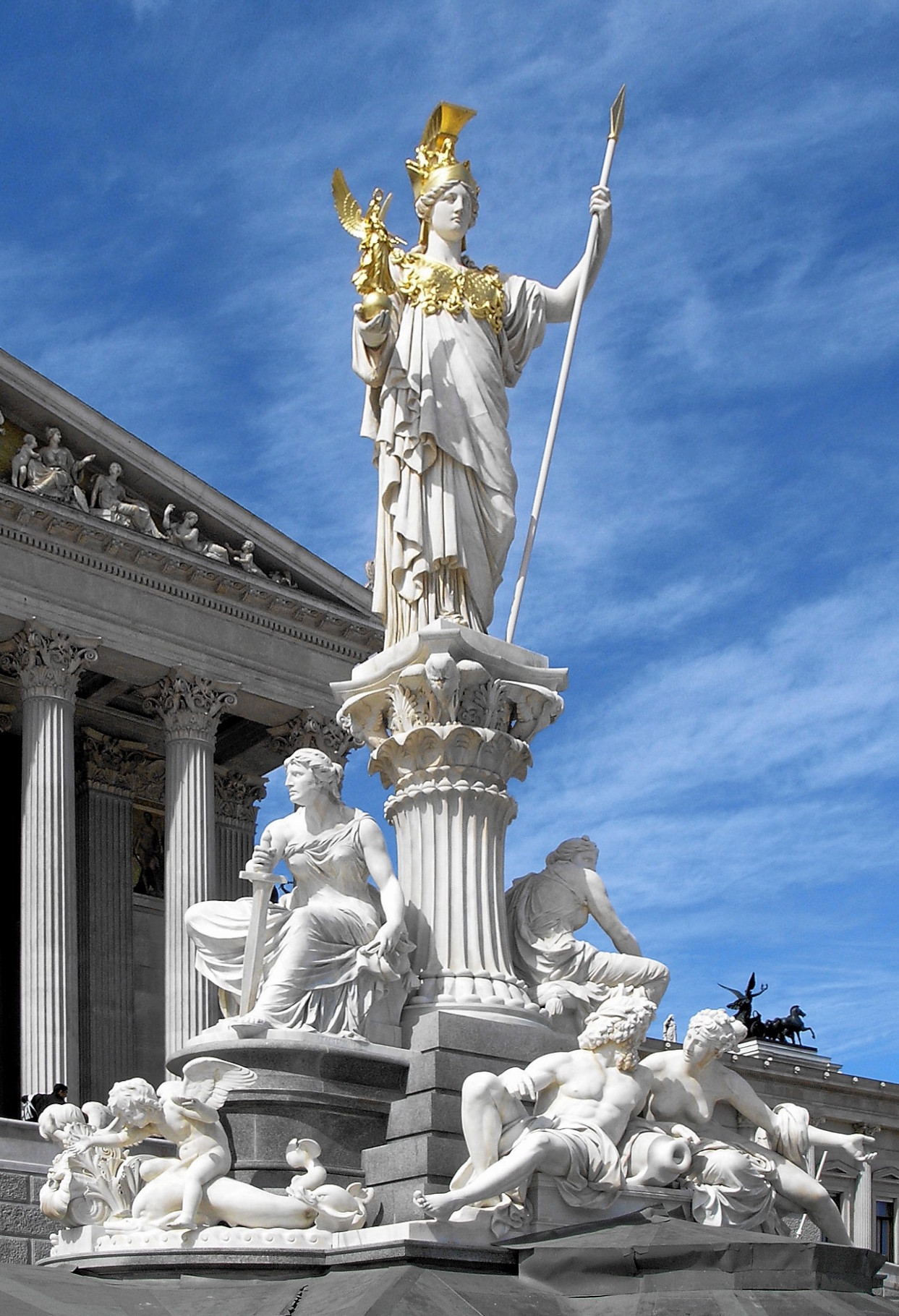
오스트리아 의회의사당 앞에 있는 아테네의 수호여신 아테나 동상

민주주의의 기원은 고대 그리스의 폴리스로 거슬러 올라간다. 고대 그리스어의 데모스(Demos →민중·시민·다수)와 크라티아(Kratia →권력·지배)의 합성어인 데모크라티아(그리스어: δημοκρατία →국민에 의한 지배)가 민주주의의 어원이나, 고대 그리스의 민주정은 각 폴리스에 한정된 시민에게 참정권을 인정했을 뿐이었다. 예컨대 여성과 노예는 시민이 아니었으며, 다른 폴리스에서 이주한 그리스인에게도 시민권이 주어지는 일이 드물었다. 아테네를 비롯한 민주제는 군주제 및 과두제 국가와 공존하였다. 고대 민주정의 성립은 클레이스테네스와 같은 민중파 귀족이 보수파와 투쟁하여 승리하거나, 많은 것을 제공한 대가로 받은 양보의 산물이었다.

### 중세
중세 유럽은 대부분 성직자나 봉건 영주의 지배를 받았으나, 선거나 의회를 포함한 다양한 제도가 존재하였다. 스칸디나비아에서는 팅그라고 불리는 심의 기구가, 법률가가 주재하는 자유민으로 구성되어 정치적 문제를 해결하는 역할을 하였으며, 변형 형태로 아이슬란드에서는 알팅그와 페로 제도에서는 뢱팅이 존재하기도 했다. 동유럽의 베체 또한 스칸디나비아의 팅그와 유사한 기구였다. 로마 가톨릭 교회에서 교황은 1059년 이래 추기경들로 구성된 콘클라베에서 선출되어 온 것도 한 예이다.
유럽 최초의 문서화된 의회는, 1188년 알폰소 9세가 설립한 레온 코르테스(Cortes of León)이다. 정확한 성격과 역할은 논쟁의 여지가 있으나 과세와 외교, 입법 등의 권한을 가지고 있었다. 1358년에 건국되어 두브로브니크를 중심으로 한 라구사 공화국은 남성 귀족에게만 대표권과 투표권을 부여하였으며, 현대 이탈리아의 여러 도시 국가와 정치 단체는 공화정 체제를 유지하였다. 예컨대, 1115년에 건국된 피렌체 공화국은 추첨으로 선출된 시뇨리아가 이끌었다.
잉글랜드 의회는 1215년 대헌장에 명시된 왕의 권력 제한에 뿌리를 두고 있다. 대헌장은 왕의 신민들의 특정 권리를 명시적으로 보호하고, 이후 영국에서 인신보호청원으로 발전하여 불법 투옥으로부터 개인의 자유를 보호하고 항소할 권리를 보장하는 내용을 담고 있다. 잉글랜드 왕국 최초의 대의제 국민 의회는 1265년 시몽 드 몽포르가 소집한 의회이다. 이렇게, 청원 제도의 등장은 의회가 일반 국민의 일반적인 불만을 해결하는 토론장으로 활용되었음을 보여주는 가장 초기의 증거 중 하나이다. 하지만 의회 소집권은 여전히 군주의 뜻에 달려 있었다. 연구에 따르면 중세 유럽에서 의회 제도가 등장한 것은 도시 밀집과 장인(匠人)과 같은 신(新)계층의 형성, 귀족 및 종교 엘리트의 존재와 관련이 있으며, 일부 학자들은 대표 정부의 등장을 유럽의 상대적인 정치적 분열과 연결시킨다.
폴란드에서 귀족 민주주의는 슐라흐타의 활동 증가를 특징으로 했는데, 중류 귀족은 귀족들을 희생시키면서 권력 행사에서 자신들의 몫을 늘리고자 하였다. 귀족들은 교회 등 국가의 가장 중요한 조직을 장악, 후에 원로원이 된 왕실 의회에 참여하였다. 이에 슐라흐타의 중요성은 커져갔고, 이는 지방 의회 제도의 확립에 영향을 미쳤다.

### 근대

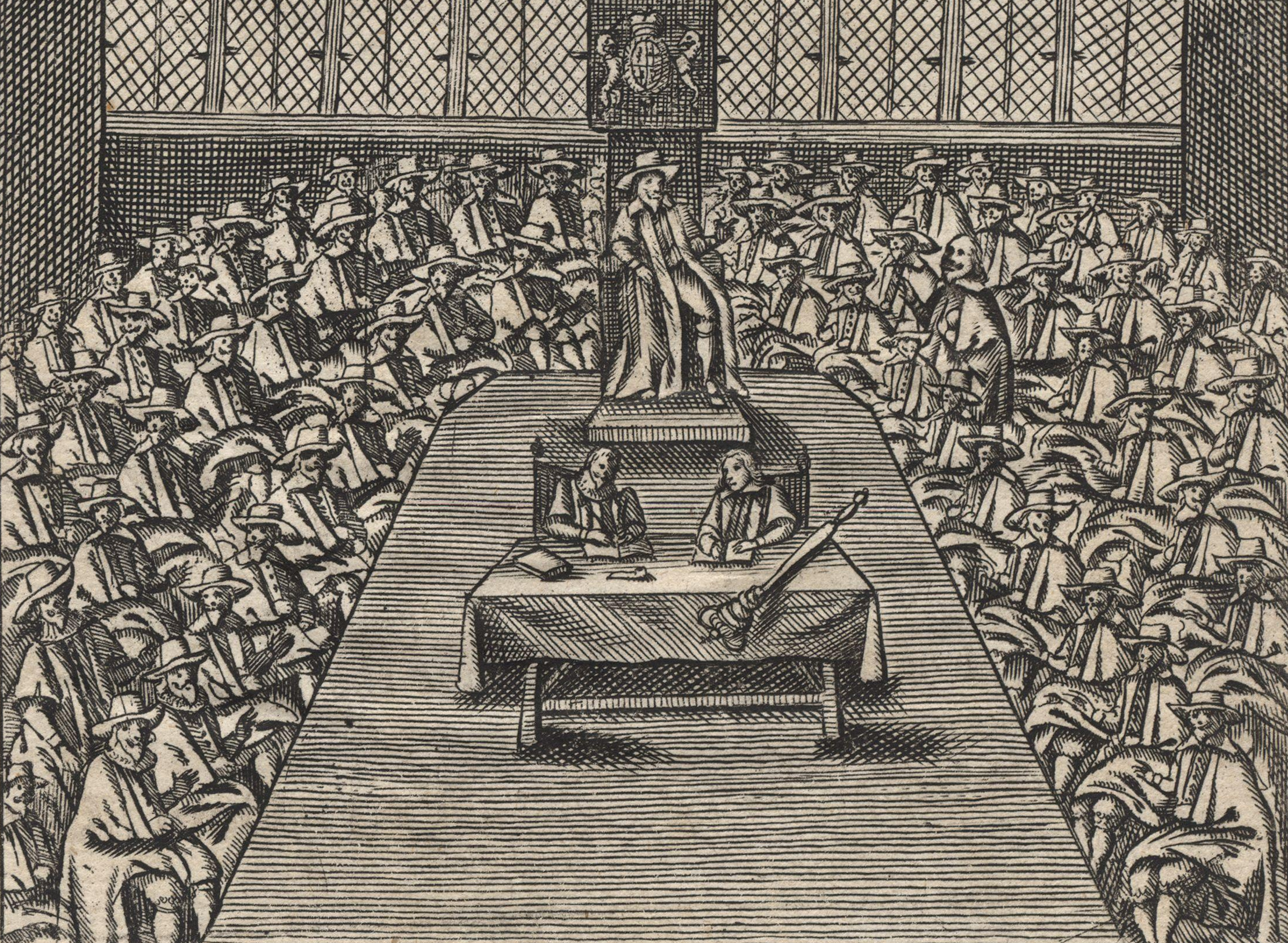
잉글랜드 의회

17세기 잉글랜드 왕국에서는 대헌장에 대한 관심이 다시 높아졌고, 잉글랜드 의회는 1628년에 권리청원을 통과시켜 신민의 특정 자유를 확립하였다. 잉글랜드 내전(1642~1651년)은 국왕과 선출된 의회 사이에서 벌어졌으며, 이 기간 1647년 퍼트니 논쟁에서 정치적 대표권에 대한 권리를 논쟁하는 집단들이 등장하면서 정당(政黨)이라는 개념이 형성되었다. 이후 1653년부터 1959년까지의 호국경 정치와 1660년 잉글랜드 왕정복고(王政復古)는 더 독재적인 통치로 복귀시키기도 하였으나, 이후 1679년 의회는 충분한 사유나 증거가 없는 구금을 금지하는 조약을 강화하는 인신보호율을 통과시켰다. 1688년 명예혁명 이후, 1689년에 권리장전이 제정되어 특정 권리와 자유를 법전화했으며 현재까지도 효력을 유지하고 있다.
17세기 대헌장과 잉글랜드 내전, 명예혁명에 대한 관심이 다시 높아지면서 영국 제도에서 정치철학이 성장하였다. 사회 계약 이론을 구체적으로 제시한 최초의 철학자인 토머스 홉스는 『리바이어던』(1651)에서 자연상태의 개인들은 고독하고, 가난하고, 추하고, 잔인하고, 짧은 삶을 살며 끊임없이 만인에 대한 만인의 투쟁을 벌인다고 이론화, 무정부 상태의 자연 상태가 발생하는 것을 막기 위해서는 개인들이 강력하고 권위적인 권력에 자신의 권리를 양도했다고 추론하였다. 즉, 홉스는 절대 군주제를 옹호했는데, 이는 자신이 보기에 최선의 정부 형태였던 것이다. 이후 철학자이자 의사였던 존 로크는 사회 계약 이론에 대해 다른 해석을 제시하였는데, 그의 저서 『통치론』(1689)에는 모든 개인이 생명, 자유, 재산에 대하여 양도할 수 없는 권리를 가진다고 나와있다.
스웨덴 자유 시대(1718~1772년) 동안에는 시민권이 확대되었고 권력은 군주에서 의회로 이양되었다. 세금이 부과된 농민은 의회에 대표되었지만 영향력은 거의 없었으며, 세금이 부과된 재산이 없는 평민은 투표권이 없었다. 1755년 단명한 코르시카 공화국의 건국은 25세 이상 모든 남녀의 투표권이 담긴 민주주의 헌법을 채택하려는 초기 시도의 일환이었다.

### 현대

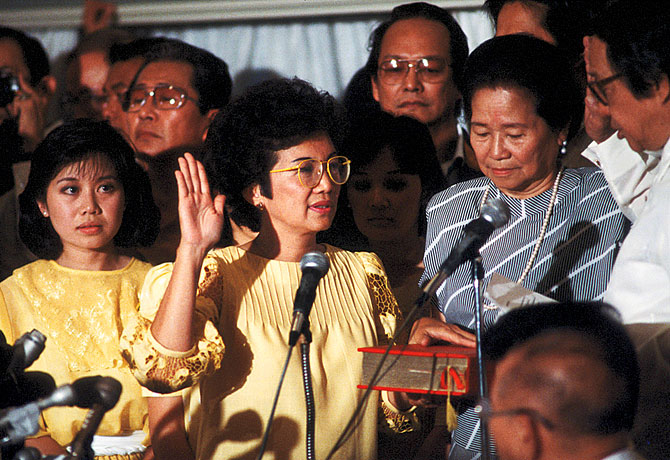
아시아 최초 여성 대통령인 필리핀의 제11대 대통령 코라손 아키노

20세기 자유민주주의로의 전환은 전쟁, 혁명, 식민지 해방, 종교적, 경제적 상황 등 다양한 원인으로 인해 연이은 민주주의의 파도를 타고 이루어졌다. 동시에 민주화를 역전시키는 민주주의 퇴보의 세계적 물결도 1920~1930년대, 1960~1970년대, 2010년대에 발생하였다.
제1차 세계 대전과 독재 오스만 제국 및 오스트리아-헝가리 제국의 붕괴는 유럽에 새 민족 국가들이 탄생하는 결과를 가져왔다. 1920년대에는 민주주의 운동이 번성하고 여성 참정권이 확대되었지만, 대공황은 환멸을 불러왔고 유럽과 라틴 아메리카, 아시아 대부분의 국가들은 강력한 권력의 통치나 독재 체제로 전환하였다. 파시즘과 독재 정권은 나치 독일, 이탈리아, 스페인, 포르투갈에서 번성하였으며, 발트 3국, 발칸 반도, 브라질, 쿠바, 중국, 일본 등지에서도 비(非)민주 정부들이 수립되었다. 하지만 제2차 세계 대전은 서유럽에서 이러한 추세를 완전히 뒤집었다. 점령하 독일의 미·영·불 지역과 오스트리아, 이탈리아, 연합군 점령하 일본의 민주화는 이후 정부 교체 이론의 모델이 되었고, 독일의 소련 지역을 포함한 동유럽 국가 대부분은 비민주 소련 지배 블록에 속하게 되었다.
포르투갈과 스페인, 남아메리카의 여러 군사 독재 정권은 1970~1980년대에 접어들며 문민 통치 체제로 회귀하였다. 1980년대 중후반에는 대한민국 등 동북아시아와 남아시아 국가들도 비슷한 모습을 보였다. 1980년대의 경제적 침체와 소련의 압제에 대한 분노는 소련 붕괴, 이로 인한 냉전의 종식, 구 동구권 국가들의 민주화와 자유화에 기여하였다. 이러한 자유주의적 물결은 1990년대, 남아프리카 공화국 등 아프리카 일부 국가로까지 확산하였다. 비교적 최근의 자유화 시도 사례로는 유고슬라비아의 불도저 혁명, 조지아의 장미 혁명, 우크라이나의 오렌지 혁명, 레바논의 삼나무 혁명, 키르기스스탄의 튤립 혁명, 튀니지의 재스민 혁명 등이 있다.

## 종류

### 직접 민주주의
예로부터 이어져 내려오는 '순수 민주주의'라는 용어로 불리는 직접 민주주의(直接民主主意)는 행정부 정책을 국민이 투표하여 결정하는 정치 체제이다. 매개자나 대표자 없이, 의사결정을 하는 권력을 국민이 직접 행사하므로 직접민주주의로 불린다. 역사상 투표하려고 일정한 장소에 특정 지역의 모든 국민이 모이기가 어려워서 이런 행정부 형태는 드물었다. 그리하여 이제까지 모든 직접민주주의는 통상 도시 국가처럼 작은 공동체에서 이루어졌고 가장 대표할 정도로 전형이 될 만한 특정이 있는 예로는 고대 아테네의 민주주의를 제시하나 다수 참여에 의거한 민주주의라는 이념상 유형으로서는 외국인, 여성, 노예의 정치 참여를 배제하는 등 계급사회를 전제하였고 시민에 한정된 민주주의로서 직접민주주의는 기술상 난점으로 도외시되었다.

### 대의 민주주의
대의 민주주의(代議民主主意)는 국민 거의 대부분이 행정부 정책에 직접 투표하지 않고 대표자를 선출하여 행정부나 국회 구성으로 대신하므로 간접민주주의라 불린다. 대표자들은 전체에 걸쳐 비례 대표제로 선출되거나 특별한 부분집합, 통상 지역상으로 선거구를 대표하여 선출되거나 그 둘을 절충한 형태로 선출된다. 대의민주주의 거의 대부분은 국민투표와 시민이 참여하는 직접행동 같은 직접민주주의 요소를 포함하지만, 대의민주주의는 국민이 선거철의 선거기간에만 주권을 존중받는다고 여길 수 있다는 점에서 정치 참여를 부정적으로 생각하는 단점이 있을 수 있게 된다.

### 민주주의의 예
- 경제민주주의
- 대의민주주의
  - 자유민주주의
  - 전자민주주의
  - 인민민주주의
  - 사회민주주의
- 직접민주주의
  - 풀뿌리 민주주의
  - 참여민주주의

## 민주주의 지수
영국의 《이코노미스트》는 자유롭고 공정한 선거 과정과 시민의 자유, 행정부의 기능, 정치 참여, 정치 문화 등 5가지 일부에 한정되지 않게 전체에 걸친 분류에 초점을 두어 167개 국가의 민주주의 지수를 조사하여 발표하고 있다. 이외에 민주주의 다양성 연구소에서도 V-Dem 민주주의 지수를 산출
발표하고 있다.
- 2024년도 디 이코노미스트 민주주의 지수
- 2024년도 V-Dem 민주주의 지수

## 같이 보기
- 세계 민주주의의 날
- 정부 형태
- 독재
- 공화제
- 사회민주주의
- 자유민주주의
- 중용민주주의(Meanocracy)
- 아나키즘
- 공산주의
- 사회주의
- 자본주의
- 평등주의
- 방어적 민주주의
- 관료주의
- 민주화
- 세계 자유 지수
- 민주주의 후퇴

## 관련 문헌
- 정종섭(鄭宗燮), 代議制(대의제)에 관한 批判的 硏究(비판적 연구), 연세대 박사학위 논문, 1989